# Hemihegetotherium
Hemihegetotherium — це вимерлий рід гегетотерієвих нотоунгулятів, який жив із середнього до пізнього міоцену Аргентини.

## Опис
Це була тварина середнього розміру, розміром приблизно з велику рівнинну паку; він міг досягати довжини приблизно одного метра, а більші види, такі як Hemihegetotherium achataleptum, могли досягати ваги 20 кілограмів. Hemihegetotherium мав довгі ноги, хоча й не такі, як у сучасних зайцеподібних, на яких він був зовні схожий в іншому. Як і деякі його родичі, перша пара різців Hemihegetotherium була великою, і вона мала спрощені, але з високою коронкою (гіпсодонти) моляри та премоляри. У Hemihegetotherium структура цих зубів була настільки спрощена, що вони складалися з простого вигнутого циліндра емалі, заповненого дентином; порівняно з Hegetotherium корінні зуби були більш опуклими, з напівеліптичним перетином. Однак ці зуби мали загострені горбки вздовж зовнішнього краю. Hemihegetotherium мав гомілкову та малогомілкову кістки, міцно зрощені разом у своїх кінцівках, як дистальних, так і проксимальних.

## Палеоекологія
Hemihegetotherium був наземною травоїдною твариною, яка, ймовірно, споживала низькі та особливо волокнисті рослини як на відкритих, так і в лісистих місцевостях. Кінцівки Hemihegetotherium могли бути придатними як для бігу, так і для копання.